# Skeets McDonald
Skeets McDonald (Greenway, 1 oktober 1915 - 31 maart 1968) was een Amerikaanse countryzanger.

## Jeugd
Skeets McDonald was afkomstig uit een arme katoenplukkersfamilie. Als jeugdige volgde hij zijn oudere broer naar Michigan, waar zich na de vestiging van talrijke arbeiders uit de zuidelijke staten een klein countrycircuit had ontwikkeld. Hij stelde een eigen band samen, die door de clubs en radiostations rondom Detroit trok. Na het vervullen van zijn militaire dienstplicht, die hij tijdens de Tweede Wereldoorlog grotendeels overzee doorbracht, keerde hij terug naar Michigan.

## Carrière
Nadat hij bij Fortune Records enkele singles had opgenomen, waaronder The Tattooed Lady, verhuisde hij in 1950 naar Los Angeles. Hier werd hij voor de tv-show Hometown Jamboree benaderd en trad hij op in enkele speelfilms. Bij Capitol Records tekende hij een platencontract. In 1952 verscheen de single Don't Let The Stars Get In Your Eyes, die een groot succes werd en de toppositie innam in de hitlijst. De opvolgende publicaties bereikten middelmatige klasseringen. Muzikaal ontwikkelde hij zich van honky-tonk in het midden van de jaren 1950 tot rockabilly. Noemenswaardig zijn hier onder andere de nummers Heartbreakin' Mama en You Oughta See Grandma Rock, die werden opgenomen met Eddie Cochran op de gitaar. Verdere nummers waren onder andere You're There en Fort Worth Jailhouse uit 1958. Ondanks inmiddels ontbrekende klasseringen in de hitlijst was McDonald voortdurend in het Californische countrycircuit vertegenwoordigd, hetgeen vooral ook te danken was aan zijn optredens in de Town Hall Party en in Tex Ritters Ranch Party.
In 1959 wisselde hij naar Columbia Records, waar hij in 1963 met Call Me Mr. Brown een top 10-hit scoorde. Steeds vaker verliet hij het Californische circuit en bevond hij zich voor plaatopnamen in Nashville. De invloeden van de pop-georiënteerde Nashville-sounds trotseerde hij grotendeels. Spoedig telde zijn muziek als ouderwets en de verkoopcijfers werden minder. Liefhebbers van de traditionele countrymuziek bezochten echter verder zijn concerten en ook de Grand Ole Opry liet hem niet vallen.

## Overlijden
Op 31 maart 1968 overleed Skeets McDonald op 52-jarige leeftijd aan de gevolgen van een hartinfarct.

## Discografie

### Albums
Capitol Records
- 1958: Goin' Steady With The Blues
- 1959: The Country’s Best
- 1962: Our Best To You

Columbia Records
- 1964: Call Me Skeets

Fortune Records
- 1969: Tattooed Lady And Other Songs

Bear Family Records
- 2000: Don't Let The Stars Get In Your Eyes
- 2008: Heart Breakin' Mama – Gonna Shake This Shack

Warped Records
- 2010: Classics 1955–1958

- Biblioteca Nacional de España: XX4792492
- Bibliothèque nationale de France: cb180207505 (data)
- Gemeinsame Normdatei: 134451163
- International Standard Name Identifier: 0000 0003 6864 4841
- Library of Congress Control Number: no98011816
- MusicBrainz: 344fa214-0adb-4b3c-83c6-03e20299148f
- Virtual International Authority File: 79628290
- WorldCat: E39PBJqvVfJwMCPqvFF8JhjQv3